# Pancam

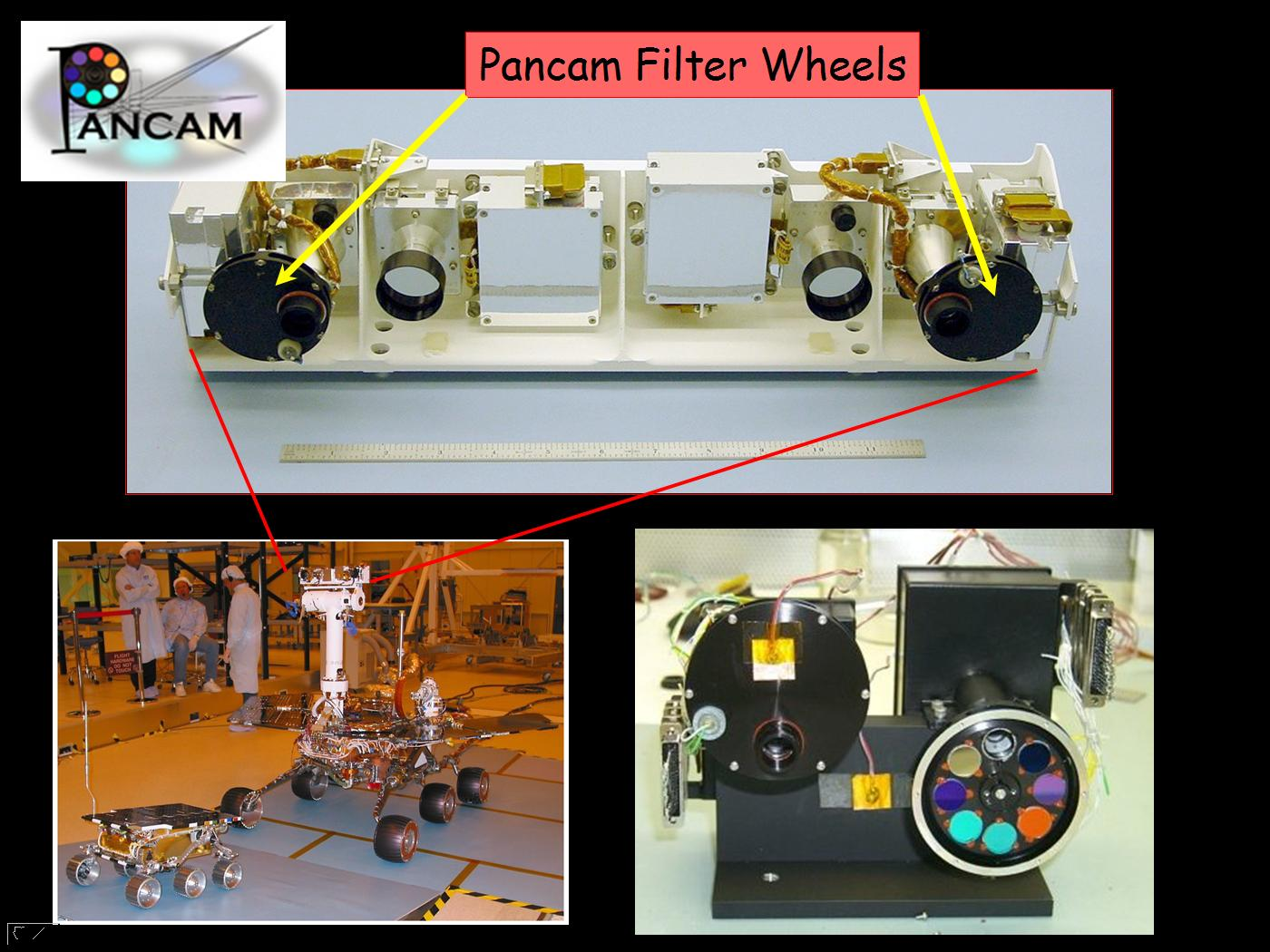
Камеры Pancam.

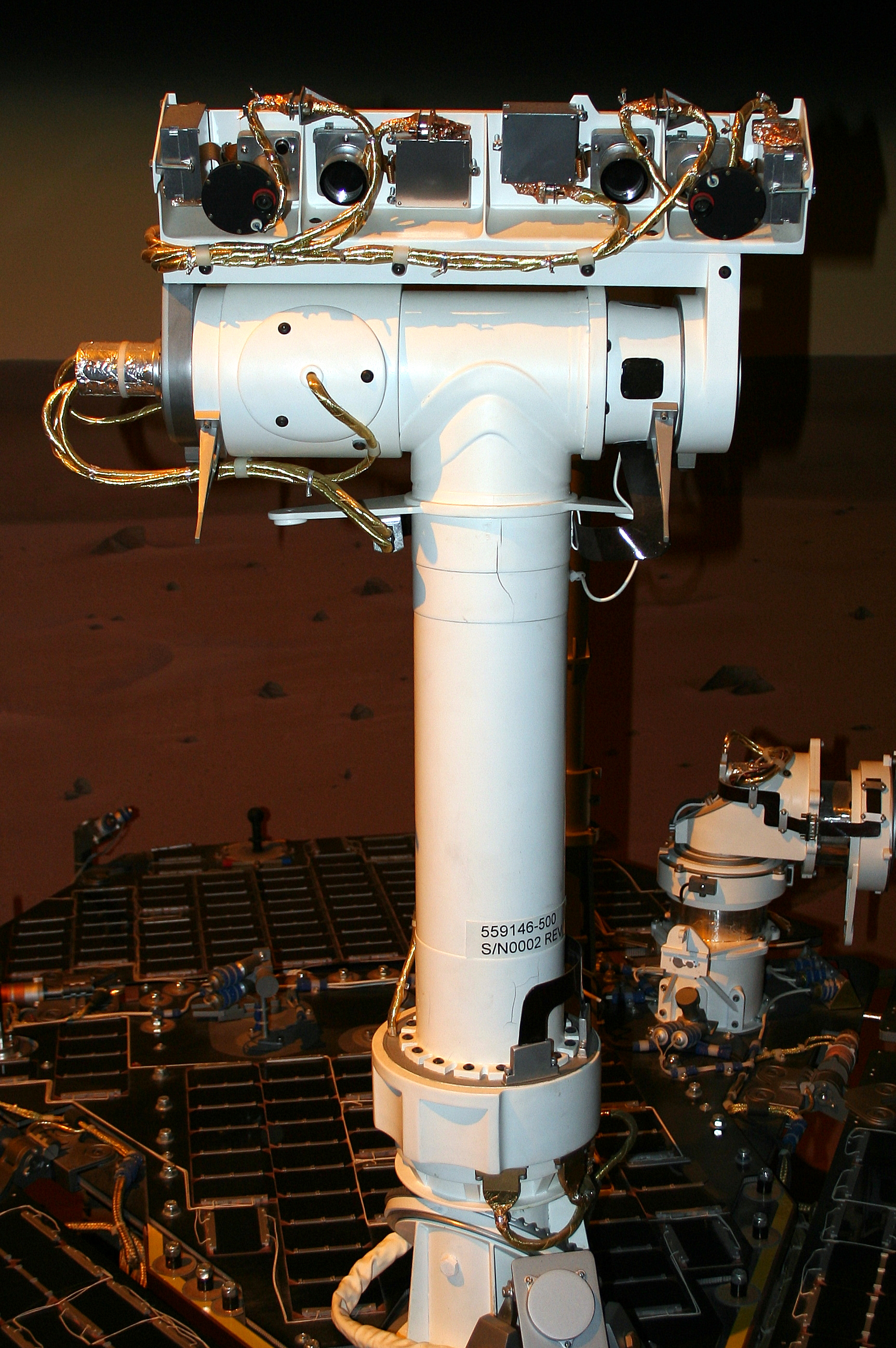
Мачта марсохода с двумя камерами Pancam и двумя навигационными камерами Navcam.

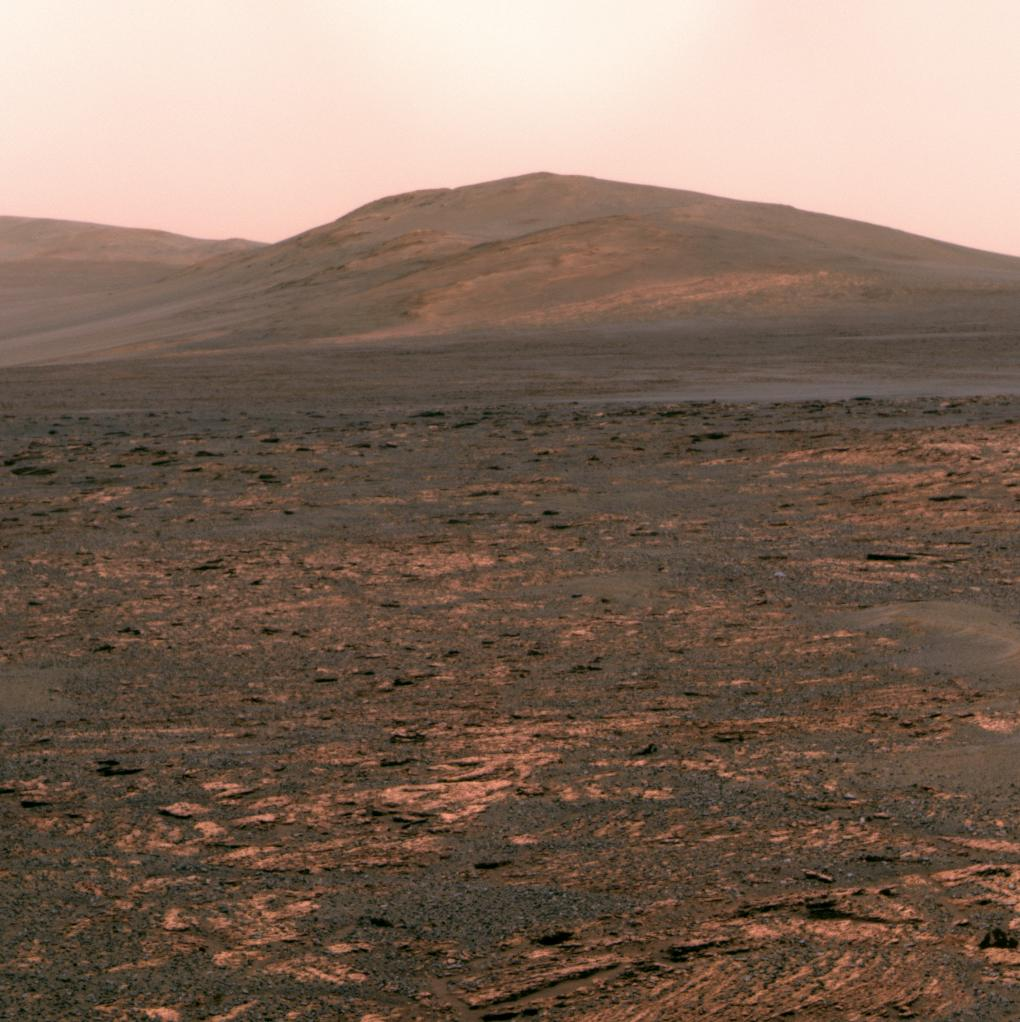
Изображение Марса (точка Соландера) приблизительно в истинном цвете, сделанное при использовании трёх светофильтров с длинами волн 753, 535 и 432 нм. Также запечатлен залив Ботани.

Pancam (с англ. — «Панорамная камера») — одна из двух электронных стереокамер на «Спирите» и «Оппортьюнити» — марсоходах миссии Mars Exploration Rover. Оборудована набором из 8 сменных светофильтров, меняющихся благодаря вращающемуся барабану, что позволяет просматривать разные длины волн света. На марсоходах устанавливается пара Pancam, рядом с парой Navcam на панели камер MER, которая, в свою очередь, закреплена на мачте высотой 1,5 метров.
По заявлениям Корнеллского университета, Pancam может работать совместно с Mini-TES для анализа окружающей местности. 
Разрешение снимков Pancam может достигать углового разрешения 300 микрорадиан, что в три раза превышает возможности человеческого глаза. Она может наблюдать 14 спектральных полос, и, работая в паре со второй камерой, создавать стереоскопические снимки Марса, поддерживая создание большого панорамного изображения Марса (4000 пикселей в высоту и 24 000 пикселей в длину), превышающего 10 Гбит без сжатия. Так, марсоход Спирит в 2004 году сделал изображение в наивысшем разрешении, когда-либо сделанном на поверхности другой планеты (для своего времени). Однако марсоход Кьюриосити, опустившийся на Марс в 2012 году, установил новую планку (угловое разрешение для его камеры с фокусным расстоянием в 34 мм выше в 1,25 раза, а для камеры с фокусным расстоянием в 100 мм - выше в 3,67 раза по сравнению с Pancam). Угловое разрешение Pancam более чем в три раза выше, чем у камер спускаемых аппаратов программы «Викинг» и спускаемого аппарата Mars Pathfinder, опустившегося на Марс в 1997 году. Pancam была разработана и откалибрована для работы на Марсе при температурах от -55 °C до +5 °C. Камера состоит из отдельного электронного блока и оптического блока (включает в себя ПЗС-матрицу, оптику и барабан со светофильтрами), которые соединены гибким кабелем. Вес камеры составляет всего 267 граммов, а благодаря малому размеру она с лёгкостью помещается в ладонь. Для защиты от пыли применяется сапфировое стекло. Энергопотребление камеры составляет порядка 3 Вт.

## Оптика
Pancam имеет эффективное фокусное расстояние 43 мм и светосилу f/20 с полем зрения 16°×16°. Пространственное разрешение или мгновенный угол поля зрения составляет 0,273 ± 0,003 мрад/пиксель, что соответствует 1 мм/пиксель с расстояния 3 м от марсохода. Две камеры разнесены на расстояние 30 см.

## ПЗС-матрица
В обеих камерах применяется ПЗС-матрица с разрешением 1024×2048 фирмы Mitel. Чип разделен на две части: одна часть размером 1024×1024 чувствительна к свету и непосредственно создаёт изображения, а вторая часть размером 1024×1024 принимает эти данные для хранения/считывания. Чтобы не быть чувствительной к свету, она закрыта черным алюминиевым экраном. Каждое полнокадровое изображение «весит» 12,98 Мбит (12-битное изображение размером 1024×1056, включая опорные пиксели). ПЗС-матрица не получила никаких просветляющих или отражающих покрытий и может безопасно работать при температурах от -110 °C до +45 °C.

## Электроника
Программируемая пользователем вентильная матрица (ППВМ) RT1280 обеспечивает необходимые вычислительные мощности для камеры. Перед обработкой сигнал от ПЗС-матрицы преобразуется в 12-битный цифровой сигнал.

## Набор светофильтров
Левая камера имеет светофильтры со следующими длинами волн: 739, 753, 673, 601, 535, 482, 432, 440 нм, а правая камера - 436, 754, 803, 864, 904, 934, 1009, 880 нм. Каждый
вращающийся барабан со светофильтрами приводится в действие шаговым электродвигателем.

## Калибровочная мишень

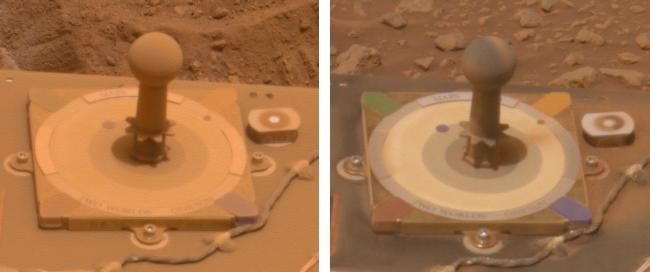
Марсианские солнечные часы MarsDial с разницей в 10 дней. На правом снимке хорошо видно, как порыв ветра сдул скопившуюся пыль и тем самым очистил часы от пыли. Изображения были получены с использованием длин волн света от 430 до 750 нм.

Калибровочная мишень на марсоходах также является частью системы камер и содержит несколько областей: отполированные области для отражения марсианского неба, области с известной отражательной способностью, а также 4 цветных уголка, изготовленных из силикона. Калибровочная мишень — часть марсианских солнечных часов MarsDial.